# Världsmästerskapen i rodd 2019
Världsmästerskapen i rodd 2019 arrangerades mellan den 25 augusti och 1 september 2019 i Ottensheim i Österrike. Det var den 49:e upplagan av världsmästerskapen i rodd.

## Medaljörer

### Herrar
Icke olympisk klass
| Gren                     | Guld | Guld    | Silver | Silver  | Brons | Brons   |
| Singelsculler (M1x)      | Oliver Zeidler Tyskland | 6.44,55 | Sverri Sandberg Nielsen Danmark | 6.44,58 | Kjetil Borch Norge | 6.44,84 |
| Dubbelsculler (M2x)      | Kina Liu Zhiyu Zhang Liang | 6.05,68 | Irland Philip Doyle Ronan Byrne | 6.06,25 | Polen Mirosław Ziętarski Mateusz Biskup | 6.07,87 |
| Scullerfyra (M4x)        | Nederländerna Dirk Uittenbogaard Abe Wiersma Tone Wieten Koen Metsemakers                                                                                    | 5.51,75 | Polen Dominik Czaja Wiktor Chabel Szymon Pośnik Fabian Barański                                                                                   | 5.55,59 | Italien Filippo Mondelli Andrea Panizza Luca Rambaldi Giacomo Gentili                                                                           | 5.56,11 |
| Tvåa utan styrman (M2−)  | Kroatien Martin Sinković Valent Sinković | 6.42,28 | Nya Zeeland Tom Murray Michael Brake | 6.45,47 | Australien Sam Hardy Joshua Hicks | 6.51,81 |
| Fyra utan styrman (M4−)  | Polen Mateusz Wilangowski Mikołaj Burda Marcin Brzeziński Michał Szpakowski                                                                                  | 6.09,86 | Rumänien Mihăiță Țigănescu Mugurel Semciuc Ștefan Berariu Cosmin Pascari                                                                          | 6.11,41 | Storbritannien Matthew Rossiter Oliver Cook Rory Gibbs Sholto Carnegie                                                                          | 6.11,71 |
| Åtta med styrman (M8+)   | Tyskland Johannes Weißenfeld Laurits Follert Christopher Reinhardt Torben Johannesen Jakob Schneider Malte Jakschik Richard Schmidt Hannes Ocik Martin Sauer | 5.19,41 | Nederländerna Bjorn van den Ende Ruben Knab Jasper Tissen Simon van Dorp Maarten Hurkmans Bram Schwarz Mechiel Versluis Robert Lücken Aranka Kops | 5.19,96 | Storbritannien Thomas George James Rudkin Josh Bugajski Moe Sbihi Jacob Dawson Oliver Wynne-Griffith Matthew Tarrant Thomas Ford Henry Fieldman | 5.22,35 |
| Lättvikt                 | |         | |         | |         |
| Singelsculler (LM1x)     | Martino Goretti Italien | 6.59,48 | Péter Galambos Ungern | 7.02,37 | Sean Murphy Australien | 7.04,55 |
| Dubbelsculler (LM2x)     | Irland Fintan McCarthy Paul O'Donovan | 6.37,28 | Italien Stefano Oppo Pietro Ruta | 6.39,71 | Tyskland Jonathan Rommelmann Jason Osborne | 6.41,07 |
| Scullerfyra (LM4x)       | Kina Zhang Zhiyuan Chen Sensen Lü Fanpu Zeng Tao | 5.53,63 | Italien Lorenzo Fontana Alfonso Scalzone Catello Amarante II Gabriel Soares                                                                       | 5.55,01 | Nederländerna Damion Eigenberg David Kampman Ward van Zeijl Bart Lukkes                                                                         | 5.56,06 |
| Tvåa utan styrman (LM2−) | Italien Giuseppe Di Mare Raffaele Serio | 6.37,75 | Ryssland Nikita Bolozin Maksim Telitsyn | 6.42,07 | Brasilien Vangelys Pereira Emanuel Borges | 6.45,28 |

### Damer
Icke olympisk klass
| Gren                     | Guld | Guld    | Silver | Silver  | Brons | Brons   |
| Singelsculler (W1x)      | Sanita Pušpure Irland | 7.17,14 | Emma Twigg Nya Zeeland | 7.20,56 | Kara Kohler USA | 7.22,21 |
| Dubbelsculler (W2x)      | Nya Zeeland Brooke Donoghue Olivia Loe | 6.47,17 | Rumänien Nicoleta Ancuța-Bodnar Simona Radiș                                                                                                  | 6.48,55 | Nederländerna Roos de Jong Lisa Scheenaard                                                                                         | 6.49,22 |
| Scullerfyra (W4x)        | Kina Chen Yunxia Zhang Ling Lü Yang Cui Xiaotong                                                                                          | 6.34,65 | Polen Agnieszka Kobus Marta Wieliczko Maria Springwald Katarzyna Zillmann                                                                     | 6.36,59 | Nederländerna Olivia van Rooijen Inge Janssen Sophie Souwer Nicole Beukers                                                         | 6.36,62 |
| Tvåa utan styrman (W2−)  | Nya Zeeland Grace Prendergast Kerri Gowler                                                                                                | 7.21,35 | Australien Jessica Morrison Annabelle McIntyre                                                                                                | 7.23,62 | Kanada Caileigh Filmer Hillary Janssens                                                                                            | 7.26,52 |
| Fyra utan styrman (W4−)  | Australien Olympia Aldersey Katrina Werry Sarah Hawe Lucy Stephan                                                                         | 6.43,45 | Nederländerna Ellen Hogerwerf Karolien Florijn Ymkje Clevering Veronique Meester                                                              | 6.45,55 | Danmark Ida Jacobsen Frida Sanggaard Nielsen Hedvig Rasmussen Christina Johansen                                                   | 6.47,84 |
| Åtta med styrman (W8+)   | Nya Zeeland Ella Greenslade Emma Dyke Lucy Spoors Kelsey Bevan Grace Prendergast Kerri Gowler Elizabeth Ross Jackie Gowler Caleb Shepherd | 5.56,91 | Australien Leah Saunders Jacinta Edmunds Bronwyn Cox Georgina Rowe Rosemary Popa Annabelle McIntyre Jessica Morrison Molly Goodman James Rook | 5.59,63 | USA Felice Mueller Kristine O'Brien Meghan Musnicki Dana Moffat Olivia Coffey Emily Regan Gia Doonan Erin Reelick Katelin Guregian | 6.01,93 |
| Lättvikt                 | |         | |         | |         |
| Singelsculler (LW1x)     | Marie-Louise Dräger Tyskland | 7.43,98 | Chiaki Tomita Japan | 7.47,28 | Madeleine Arlett Storbritannien | 7.49,82 |
| Dubbelsculler (LW2x)     | Nya Zeeland Zoe McBride Jackie Kiddle | 7.15,32 | Nederländerna Marieke Keijser Ilse Paulis | 7.19,51 | Storbritannien Emily Craig Imogen Grant                                                                                            | 7.21,38 |
| Scullerfyra (LW4x)       | Italien Giulia Mignemi Greta Martinelli Silvia Crosio Arianna Noseda                                                                      | 6.34,00 | Kina Cheng Mengyin Wu Qiang Chen Fang Yuan Xiaoyu                                                                                             | 6.36,31 | Tyskland Fini Sturm Vera Spanke Leonie Pieper Leonie Pless                                                                         | 6.37,72 |
| Tvåa utan styrman (LW2−) | USA Margaret Bertasi Cara Stawicki | 7.32,64 | Italien Sofia Tanghetti Maria Ludovica Costa                                                                                                  | 7.34,20 | Tyskland Janika Kölblin Marie-Christine Gerhardt                                                                                   | 7.37,72 |

### Pararodd
Icke paralympisk klass
| Gren                            | Guld                                                                                          | Guld     | Silver                                                                        | Silver   | Brons                                                                                 | Brons          |
| Herrar                          |                                                                                               |          |                                                                               |          |                                                                                       |                |
| PR1 singelsculler (PR1M1x)      | Roman Poljanskyj Ukraina                                                                      | 9.12,99  | Aleksej Tjuvasjev Ryssland                                                    | 9.19,43  | Erik Horrie Australien                                                                | 9.23,86        |
| PR2 singelsculler (PR2M1x)      | Corné de Koning Nederländerna                                                                 | 8.42,78  | Jeremy Hall Kanada                                                            | 8.47,44  | Daniele Stefanoni Italien                                                             | 9.11,55        |
| PR3 tvåa utan styrman (PR3M2−)  | Kanada Kyle Fredrickson Andrew Todd                                                           | 7.16,42  | Australien William Smith Jed Altschwager                                      | 7.17,83  | Frankrike Jérôme Hamelin Laurent Viala                                                | 7.24,00        |
| Damer                           |                                                                                               |          |                                                                               |          |                                                                                       |                |
| PR1 singelsculler (PR1W1x)      | Birgit Skarstein Norge                                                                        | 10.18,83 | Nathalie Benoit Frankrike                                                     | 10.24,07 | Moran Samuel Israel                                                                   | 10.30,19       |
| PR2 singelsculler (PR2W1x)      | Kathryn Ross Australien                                                                       | 9.37,30  | Annika van der Meer Nederländerna                                             | 9.56,84  | Katie O'Brien Irland                                                                  | 10.01,64       |
| PR3 tvåa utan styrman (PR3W2−)  | USA Molly Moore Jaclyn Smith                                                                  | 8.06,51  | Italien Greta Muti Maryam Afgei                                               | 9.20,71  | Ingen medaljör                                                                        | Ingen medaljör |
| Mix                             |                                                                                               |          |                                                                               |          |                                                                                       |                |
| PR2 dubbelsculler (PR2Mix2x)    | Storbritannien Lauren Rowles Laurence Whiteley                                                | 8.34,95  | Nederländerna Annika van der Meer Corne de Koning                             | 8.37,78  | Frankrike Perle Bouge Christophe Lavigne                                              | 9.02,60        |
| PR3 dubbelsculler (PR3Mix2x)    | Ryssland Valentina Zhagot Evgenii Borisov                                                     | 7.48,32  | Österrike Johanna Beyer David Erkinger                                        | 8.01,12  | USA Joshua Boissoneau Pearl Outlaw                                                    | 8.17,51        |
| PR3 fyra med styrman (PR3Mix4+) | Storbritannien Ellen Buttrick Giedre Rakauskaite James Fox Oliver Stanhope Erin Wysocki-Jones | 7.09,54  | USA Alexandra Reilly Charley Nordin John Tanguay Danielle Hansen Karen Petrik | 7.21,61  | Italien Cristina Scazzosi Alessandro Brancato Lorenzo Bernard Greta Muti Lorena Fuina | 7.29,34        |

### Medaljtabell
*   Värdland ( Österrike)
| Nr                   | Nation               | Guld | Silver | Brons | Totalt |
| -------------------- | -------------------- | ---- | ------ | ----- | ------ |
| 1                    | Nya Zeeland          | 4    | 2      | 0     | 6      |
| 2                    | Italien              | 3    | 4      | 3     | 10     |
| 3                    | Kina                 | 3    | 1      | 0     | 4      |
| 4                    | Tyskland             | 3    | 0      | 3     | 6      |
| 5                    | Nederländerna        | 2    | 5      | 3     | 10     |
| 6                    | Australien           | 2    | 3      | 3     | 8      |
| 7                    | USA                  | 2    | 1      | 3     | 6      |
| 8                    | Irland               | 2    | 1      | 1     | 4      |
| 9                    | Storbritannien       | 2    | 0      | 4     | 6      |
| 10                   | Polen                | 1    | 2      | 1     | 4      |
| 11                   | Ryssland             | 1    | 2      | 0     | 3      |
| 12                   | Kanada               | 1    | 1      | 1     | 3      |
| 13                   | Norge                | 1    | 0      | 1     | 2      |
| 14                   | Kroatien             | 1    | 0      | 0     | 1      |
| 14                   | Ukraina              | 1    | 0      | 0     | 1      |
| 16                   | Rumänien             | 0    | 2      | 0     | 2      |
| 17                   | Frankrike            | 0    | 1      | 2     | 3      |
| 18                   | Danmark              | 0    | 1      | 1     | 2      |
| 19                   | Japan                | 0    | 1      | 0     | 1      |
| 19                   | Ungern               | 0    | 1      | 0     | 1      |
| 19                   | Österrike            | 0    | 1      | 0     | 1      |
| 22                   | Brasilien            | 0    | 0      | 1     | 1      |
| 22                   | Israel               | 0    | 0      | 1     | 1      |
| Totalt (23 nationer) | Totalt (23 nationer) | 29   | 29     | 28    | 86     |